# رناتو کازارو
رناتو کازارو (ایتالیایی: Renato Casaro؛ ‏ ایتالیایی: [reˈna:to kaˈza:ro]؛ ‏ زادهٔ ۲۶ اکتبر ۱۹۳۵) تصویرساز، نقاش و هنرمند اهل ایتالیا است که بیشتر بابت طراحی پوستر فیلم شناخته می‌شود.
برخی از مشهورترین فیلم‌هایی که پوسترشان توسط او طراحی شده‌است، عبارتند از: دوستان من، ماجراهای بارون مایچوزن، ارتش تاریکی، کونان بربر، تل‌ماسه، گوشت و خون، خاطرات مردی نامرئی، به من می‌گویند هیچ‌کس، در اوج، سونیای سرخ، ظلمت، اختاپوسی، دیگر هرگز نگو هرگز، رمبو: اولین خون قسمت دوم، سونیای سرخ، هم‌کلاسی‌ها، کالیبر ۹، آسمان سرپناه، اپرا، تعطیلات در آمریکا، مجنون!، ۲۰۱۹، پس از سقوط نیویورک، هیکل دختر زیبا، رام کردن زن سرکش و کتاب مقدس
همچنین برندهٔ جوایزی همچون جایزه جوپیتر شده‌است.